# Alec Jeffreys

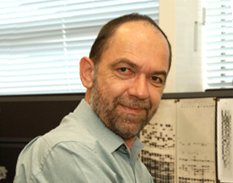
Alec Jeffreys

Alec John Jeffreys (ur. 9 stycznia 1950 w Luton) – brytyjski genetyk. Laureat Medalu Copleya.
Profesor znany za odkrycie sond molekularnych umożliwiających analizę polimorfizmu wielu loci VNTR jednocześnie (analiza multilocus) umożliwiających zdejmowanie genetycznych odcisków palców (DNA genetic fingerprints). W 2005 roku otrzymał Nagrodę im. Alberta Laskera w dziedzinie klinicznych badań medycznych. Obecnie jest pracownikiem naukowym i wykładowcą Uniwersytetu Leicester